# عملیات بهمن (فیلم)
عملیات بهمن (انگلیسی: Operation Avalanche) فیلمی در ژانر مهیج به کارگردانی مت جانسون است که در سال ۲۰۱۶ منتشر شد.

## داستان
دو عامل سازمان سیا برای افشای اطلاعات یک ماده بالقوه به ناسا نفوذ می کنند.آنها در آنجا در میابند که ناسا موفق نشدن خود را در عملیات آپولو ۱۱ برای رسیدن به ماه مخفی نگه داشته است.پس آز آن،آنها سعی می کنند تا این راز ناسا را فاش کنند.